# Henry Fite House
La Henry Fite House fu un edificio situato in West Baltimore Street (allora conosciuta come Market Street), tra South Sharp e North Liberty Streets, in seguito chiamata Hopkins Place, a Baltimora, Maryland. Fu sede del Secondo congresso continentale dal 20 dicembre 1776 al 22 febbraio 1777.

## Edificio
Costruito da Henry Fite (1722-1789) intorno al 1770 come locanda e taverna in stile georgiano, in mattoni rossi con finiture in legno bianco, l'edificio divenne noto come Congress Hall quando servì per due mesi come sede del governo della nuova nazione nel 1776-77. Successivamente, dopo la Guerra d'indipendenza americana, divenne localmente nota come Old Congress Hall. La struttura fu distrutta durante il Grande Incendio di Baltimora del 7-8 febbraio 1904, che ebbe origine nelle vicinanze.